# Leptocaris mangalis
Leptocaris mangalis är en kräftdjursart som beskrevs av Por 1983. Leptocaris mangalis ingår i släktet Leptocaris och familjen Darcythompsoniidae. Inga underarter finns listade i Catalogue of Life.